# Navas del Madroño
Navas del Madroño es una villa y municipio español, en la provincia de Cáceres, comunidad autónoma de Extremadura.
Debe su nombre a la profusión de tal árbol (madroño) en épocas pasadas. Hasta el siglo XIX era conocido como Ventas del Madroño, de donde proviene el gentilicio de «venteros» aplicado a sus habitantes. Hoy también es conocido como «el pueblo de las chimeneas» por la abundancia y tamaño de este elemento arquitectónico, necesario para la curación de las tradicionales matanzas, y que resalta en la vista panorámica desde los alrededores.[cita requerida]
Limita con los términos municipales de Garrovillas de Alconétar, Casar de Cáceres, Arroyo de la Luz, Brozas y Alcántara. Actualmente se encuentra integrado en la Mancomunidad Tajo-Salor.

## Símbolos
El escudo presenta sobre campo de plata la cruz flordelisada de la Orden Militar de Alcántara, de sinople, resaltada de un madroño del mismo color, frutado de púrpura; al timbre, corona real cerrada.

## Geografía física

### Localización

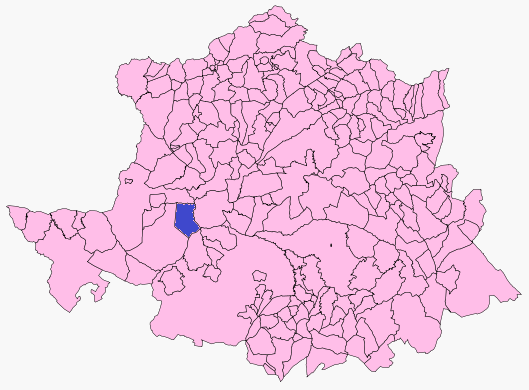
Localización del término municipal de Navas del Madroño en la provincia de Cáceres.

El término municipal de Navas del Madroño tiene los siguientes límites:
| NOROESTE: Alcántara | NORTE: Alcántara      | NORESTE: Alcántara             |
| Oeste: Brozas       |                       | Este: Garrovillas de Alconétar |
| Suroeste Brozas     | Sur: Arroyo de la Luz | Sureste: Casar de Cáceres      |

La mayor extensión del límite del término municipal de Navas del Madroño se encuentra con el del término municipal de Brozas, mientras que la menor extensión es con el de Casar de Cáceres con poco más de 900 metros.

### Hidrografía
El término municipal está recorrido por arroyos que o bien vierten al río Tajo, como el del Alcalfe (que nace en los alrededores del municipio), el de la Rehana (que nace en la fuente del Escobón y es el principal aporte de agua al pantano de abastecimiento de Navas del Madroño) y la Rivera de Santo Domingo (que nace en la Cabeza de Araya), o bien vierten al río Salor, como el Jumadiel (que nace en la fuente de los Caballeros y es embalsado por las llamadas de Arce de Arriba y de Arce de Abajo, ya en el término municipal de Brozas). Son abundantes los afloramientos de agua potable en forma de pozos y fuentes; entre los primeros destacan el de Lobón y el de Patos y entre las segundas, la Zarcita y la Nacivera (a la vez abrevadero mesteño en la Cañada y lavadero de ropa para los lugareños).
El arroyo del Alcalfe nace en los alrededores del municipio y lo atraviesa canalizado hasta ser visible una vez llega a la Laguna. Una parte de la calle de Santo Domingo de Guzmán era antiguamente denominada Colada del Alcalfe (entre ambas denominaciones se llamó calle de Matarranas). El arroyo era visible cuando tenía esa denominación inicial, pero se canalizó cuando se construyeron las casas situadas en su cauce. En varias casas de los números impares de la calle Federico García Lorca (antes calle Nueva) se puede ver cubierta la galería que alberga las aguas del arroyo. Uno de los puentes que sirven para cruzarlo cuenta con una inscripción en piedra que dice: A expensas públicas 1799. Esta inscripción seguramente hará referencia a que el puente se construyó por el ayuntamiento. El Alcalfe finaliza su recorrido vertiendo sus aguas al río Tajo en el término municipal de Alcántara.[cita requerida]

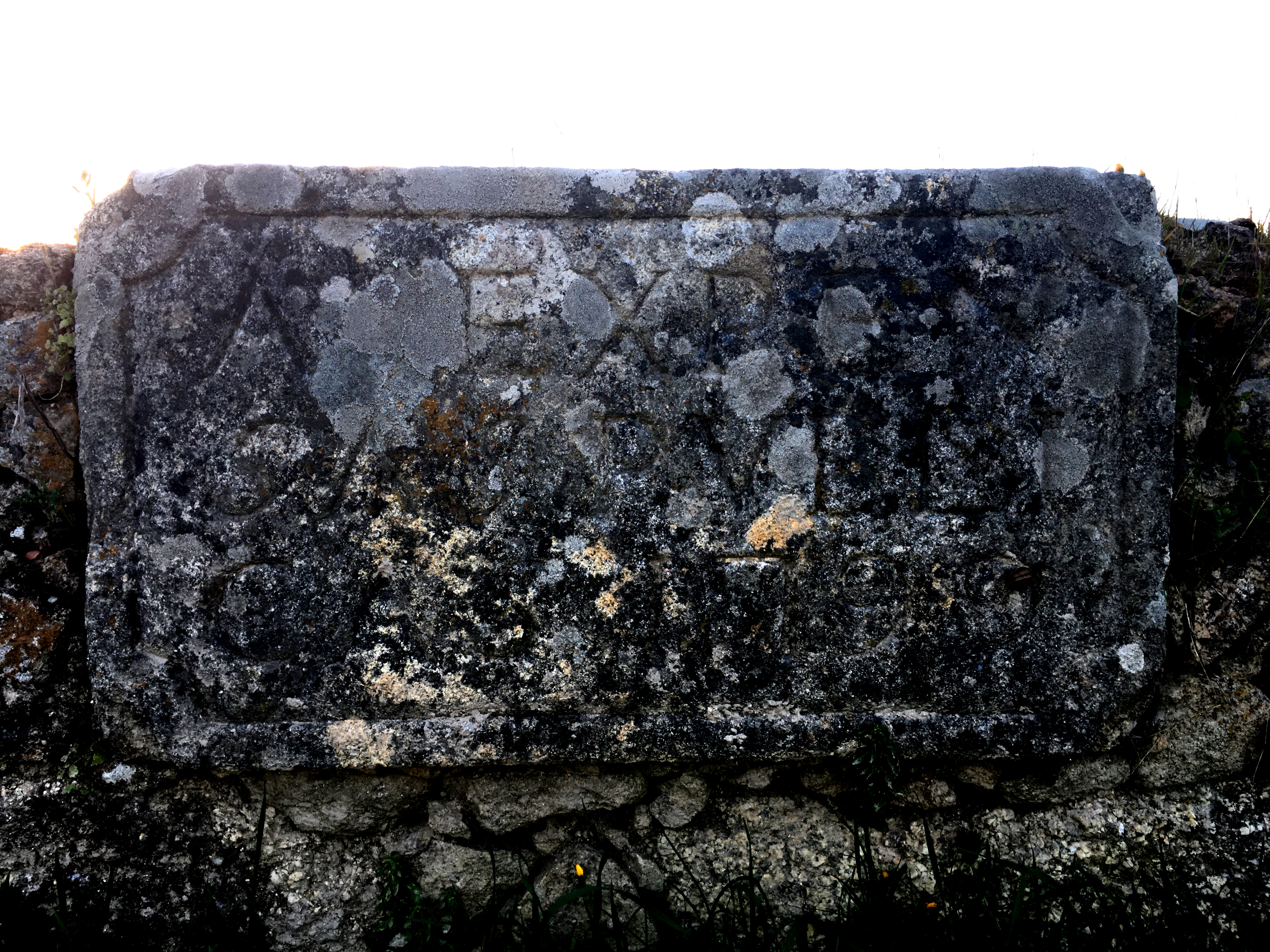
Inscripción en piedra en el puente sobre el arroyo del Alcalfe

El arroyo de la Rehana constituye con gran parte de su cauce la separación entre los términos municipales de Navas del Madroño y Garrovillas de Alconétar, y la de este último y el de Alcántara. Finaliza su recorrido vertiendo sus aguas en el río Tajo en el término municipal de Portezuelo. 

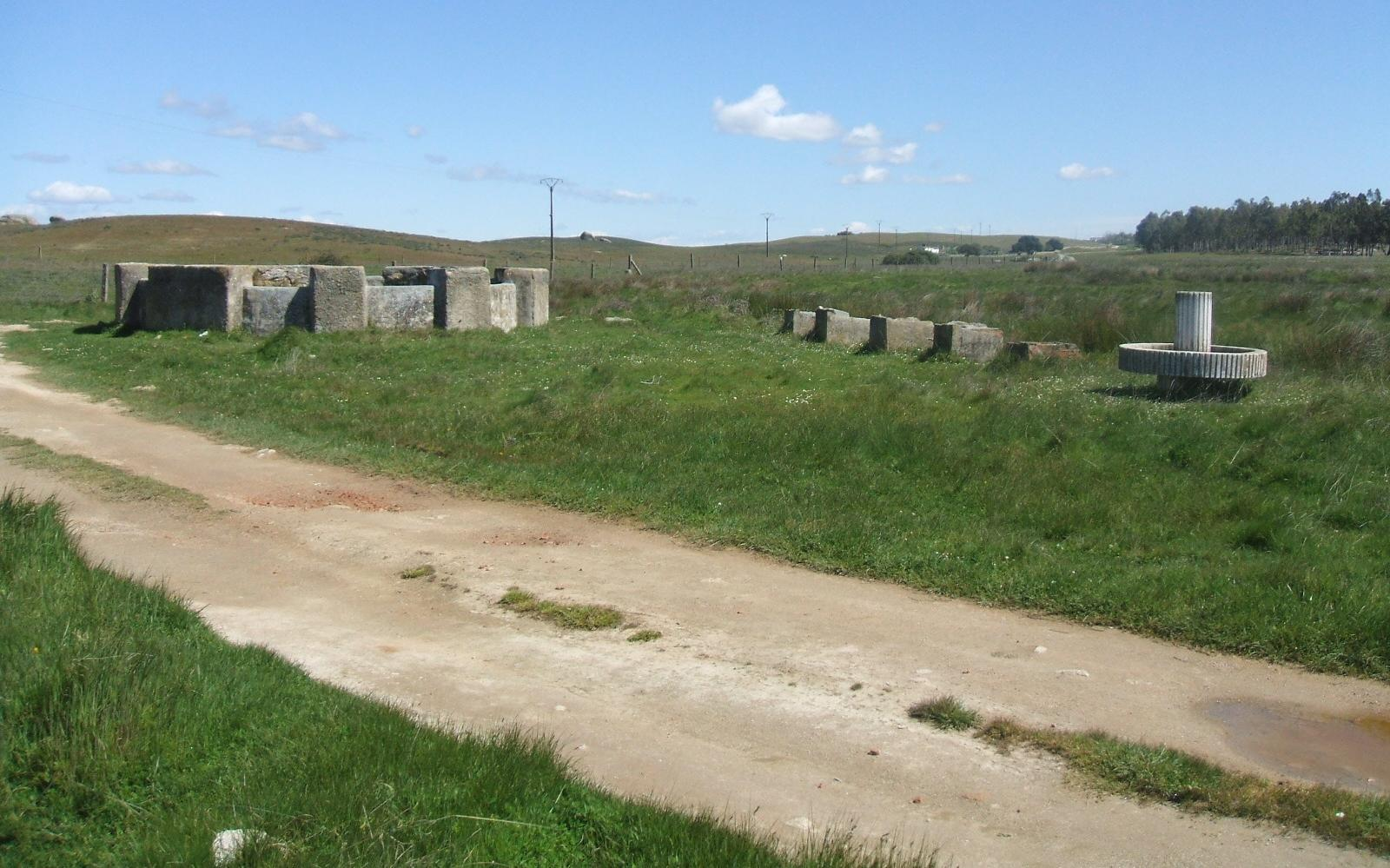
Pozo de Patos en la cañada, Navas del Madroño (Cáceres, España).

El pantano de abastecimiento fue construido en los años 70 del pasado siglo, siendo ampliado en los años 90. La ubicación del mismo resultó controvertida, ya que el lugar idóneo se encontraba en un terreno propiedad del entonces alcalde del municipio, pero se maniobró para que no hubiera expropiaciones en ese terreno y el pantano se situara un poco más arriba en el curso del arroyo Rehana.

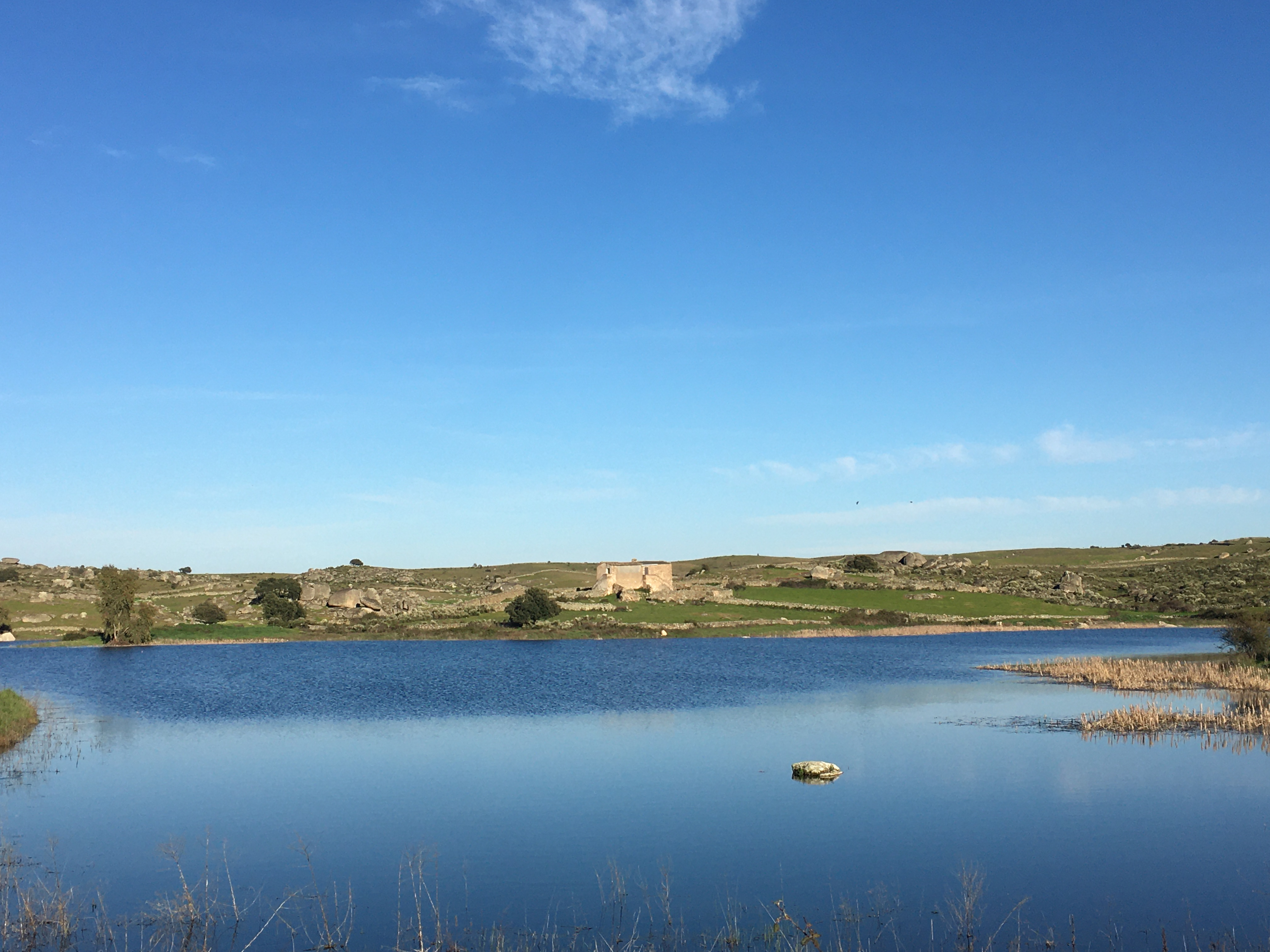
Embalse de abastecimiento municipal de agua de Navas del Madroño.

### Orografía
Topográficamente, el paisaje es de suaves colinas, formadas por rocas graníticas de grano grueso con dos micas (biotita y moscovita); destaca la sierra de Santo Domingo, que transcurre paralela a la gran fractura tectónica del río Araya. La altitud media es de 428 metros sobre el nivel del mar. Su altitud máxima se encuentra en la llamada Cabeza de Araya, con 518 metros; otras elevaciones son el cerro de la Herrería, con 495 m, el de Mariperales, con 463 m y el de la Concorrona, con 435 m.
En el término municipal de Navas del Madroño, se pueden encontrar los siguientes vértices geodésicos:
- Cabeza Araya (67765). Coordenadas: 6°38′30,1676″ 39°35′22,2652″ Situado en lo más alto del cerro alargado y prominente de toda la zona, conocido por Cabeza de Araya, en terreno de alcornoques y junto a las ruinas de una casa.
- Concorrona (64960). Coordenadas: 6°37′25,525″ 39°40′59,2896″ Situado en lo alto de una loma plana y al lado de un pajar abandonado, en el paraje de la Marina.
- Los Castaños (64940). Coordenadas: 6°41′34,0474″ 39°40′5,8745″ Situado en la loma más alta del paraje de este nombre, en terreno de rocas y pastos.
- Mariperales (67757). Coordenadas: -6°40′,6000 39º 37' 56,7585 Situado en el cerro de Mariperales, al N.O. de Navas del Madroño, en un gran canchal de roca granítica.

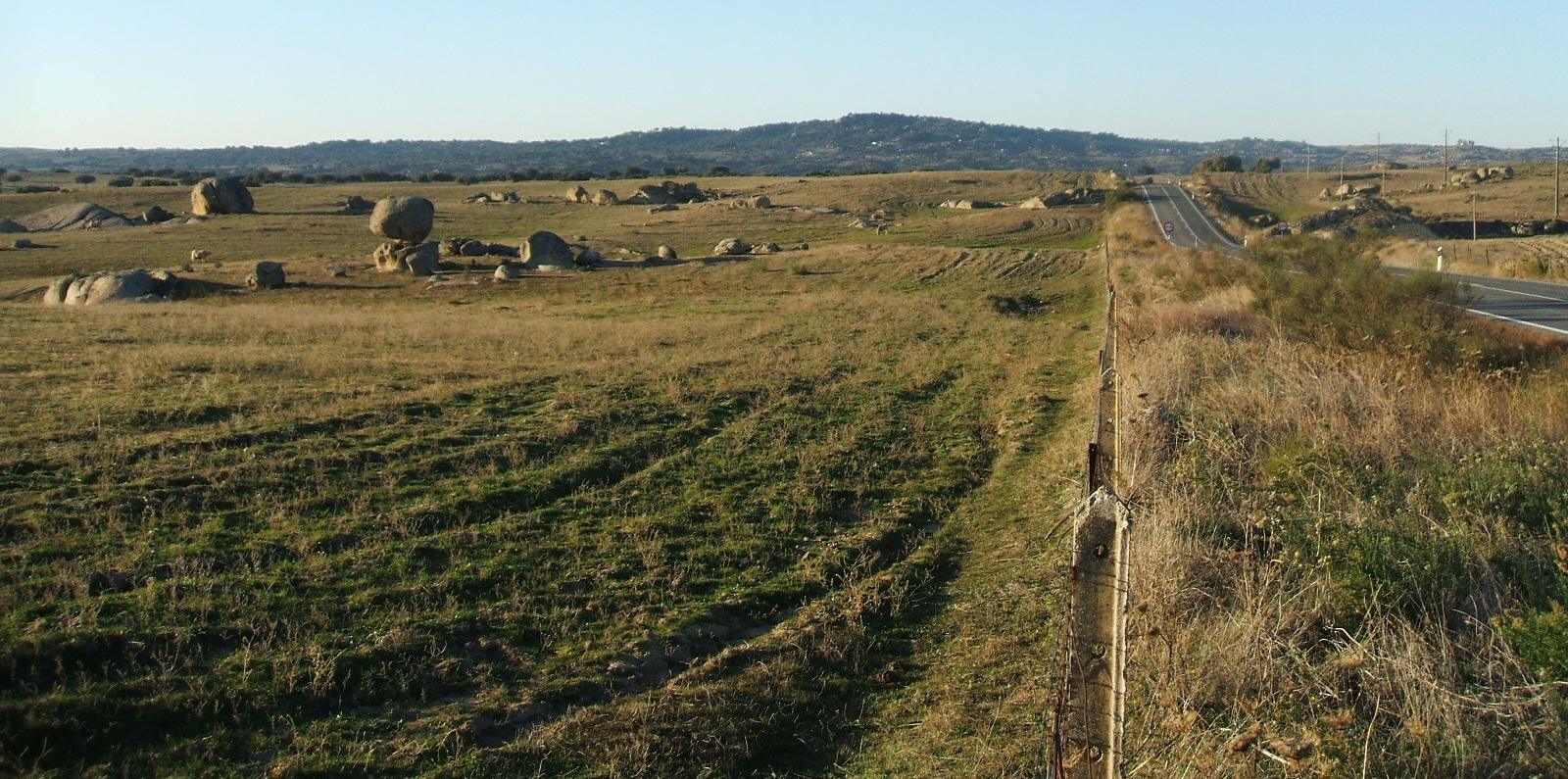
Cabeza de Araya, Navas del Madroño (Cáceres, España).

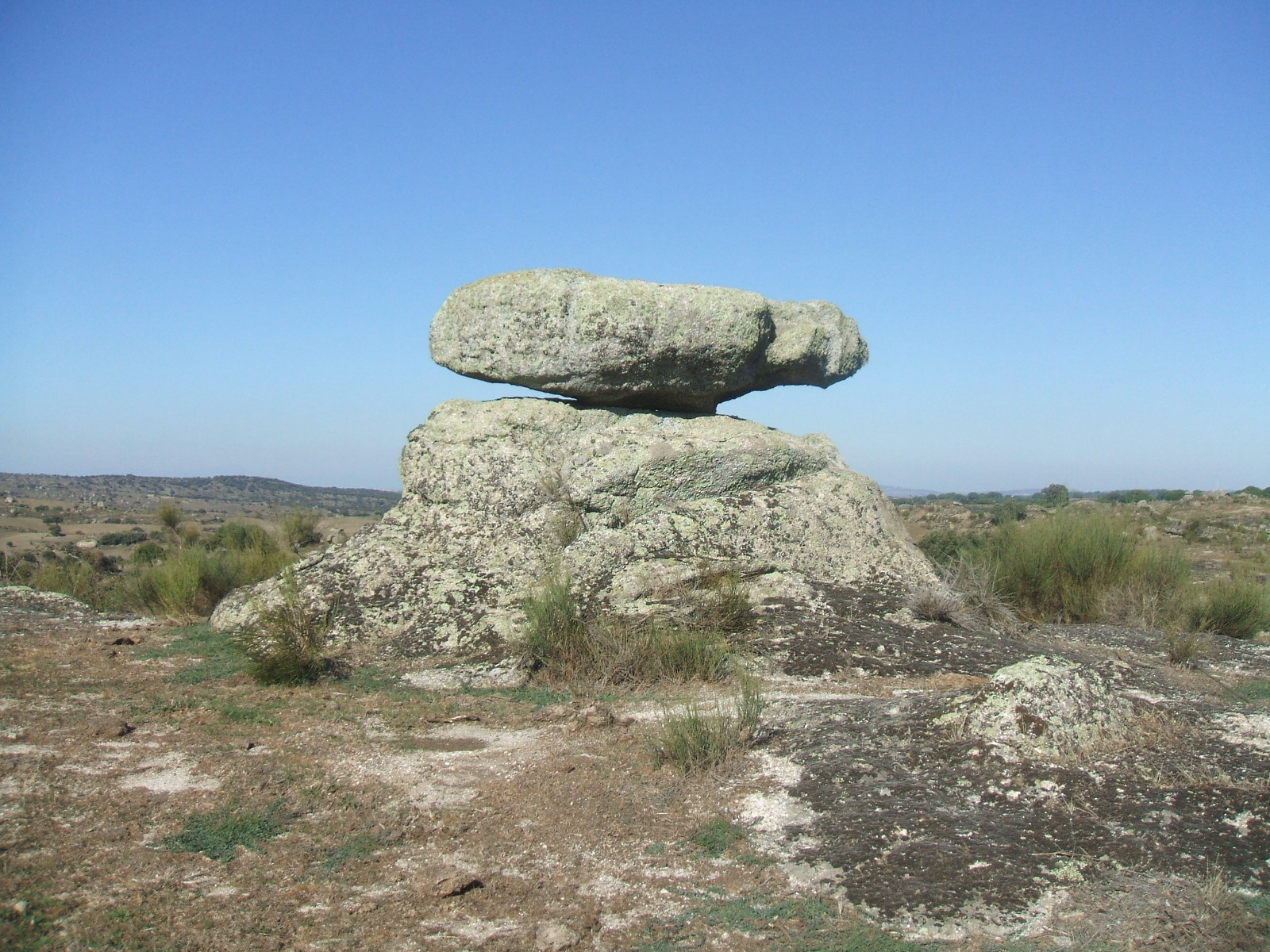
Formación granítica de Navas del Madroño.

### Clima
El clima es de tipo mediterráneo, con una temperatura media de 16,4 grados y una pluviosidad media de 460 litros por m².

## Naturaleza

### Fauna
En la fauna destacan las especies habituales de caza menor, perdiz, liebre y conejo (Oryctolagus cuniculus). Ha sido siempre zona de avutardas (Otis tarda). Abunda la cigüeña blanca y no falta la cigüeña negra. Aquella anida en el pueblo y alrededores; esta, en el pinar de pinos piñoneros. Las grullas y las palomas acuden todos los años a la bellota de invierno y las tórtolas, al trigo de verano. Las avefrías y muchas anátidas hacen aquí la invernada. Entre las rapaces sobresalen el cernícalo (Falco tinnunculus), los milanos, real y negro, y el águila calzada.
Últimamente se observa presencia  de jabalí y meloncillo, especies hasta ahora inéditas en el municipio. No son raros el gato montés (Felis silvestris) y la jineta (Genetta genetta). Hasta la década de los sesenta era frecuente el lobo (Canis lupus), extinguido por la caza en batidas (la última loba se cazó en el Cancho del Portugués en 1960). En 1791 se premiaba «cada piel presentada con cuatro ducados si era de macho, ocho si de hembra y dos si de lobino. La de zorra merecía diez reales y la de zorrina, cuatro». Hoy sigue abundando la «vulpes vulpes».

### Flora
La vegetación está dominada por el tipo mediterráneo, con abundancia de encina y alcornoque. En algunas zonas se da el matorral, con presencia del espino albar o majuelo, el tomillo y la escoba, e incluso del arrayán. Entre Navas y Garrovillas está el único pinar de pino piñonero de Extremadura. En las proximidades de los arroyos se pueden ver especies atlánticas, como el fresno y el almez.

### Geología
Geológicamente, el término se encuentra dentro del Macizo Hespérico o Hercínico. La totalidad de su superficie está ocupada por materiales graníticos y arenosos.

## Historia

### Prehistoria
La presencia humana en el actual término municipal de Navas del Madroño con una antigüedad de al menos cuatrocientos mil años está atestiguada por el reciente descubrimiento de un hendedor achelense, localizado en la zona de Malosdientes. En algunos enclaves del término se han encontrado restos de poblamiento de la Edad de los Metales; dos (Cabeza de Araya y Pasto Común), estudiados por Martín Almagro Basch, han proporcionado objetos hoy conservados en el Museo de Cáceres.

### Edad Antigua
En el asentamiento de Pozo Rodrigo había restos romanos y probablemente visigodos (aunque se persuadía pueblo de moros). Fue citado en el Interrogatorio de la Real Audiencia de Extremadura y en el Diccionario de Madoz.
Una calzada romano-medieval atravesaba el municipio, procedente de Cáceres y dirigida hacia Acehúche, al otro lado del Tajo (cruzable en barca hasta la construcción del pantano de Alcántara).Hasta finales de la segunda década de este siglo se conservaban algunos tramos, aunque no se llevaban a cabo labores de conservación de los mismos y se echaban escombros encima, pero por decisión de la corporación municipal se han extraído gran parte de las piedras de la calzada y se ha cubierto de tierra todo lo que había sido visible hasta ese momento, lo que supone una pérdida patrimonial de incalculable valor para el municipio.

### Edad Media
En la Edad Media, hacia 1540, se desarrolló un núcleo de ventas alrededor del punto donde conectaban tres cañadas ganaderas, la que llevaba a Cáceres y las que llevaban a los puentes de Alcántara y de Alconétar, ambos sobre el Tajo. Ese núcleo, lugar de mesta o reunión de trahumantes, dio lugar al pueblo; aún se conservan las fachadas de algunas ventas primitivas (la de Callina Atrás, la Posada, el Parador, el Hotel, etc.).
En 1594 formaba parte de la Tierra de Alcántara en la Provincia de Trujillo y partido de la villa de las Brozas bajo la denominación de Ventas del Madroñal. Este partido de Brozas se había creado en 1571 tras la división del antiguo partido de Alcántara e incluía la capital del mismo y el arrabal de Ventas.

### Edad Moderna
El municipio de Navas del Madroño existió primeramente como arrabal (barrio pedáneo) dependiente del municipio de Brozas pero en 1736 inició el proceso judicial por la independencia y en 1737 se eximió de Brozas. En 1741 Felipe V concedió el privilegio de villa a la localidad aunque el pleito continuó por la delimitación de los límites geográficos, recibiendo favorablemente del Real Consejo de Castilla una primera sentencia en 1746 (reinando Fernando VI) y una segunda en 1771 (reinando Carlos III). La definitiva fijación de los límites en 1798 (reinando Carlos IV) significó la independencia efectiva; no obstante, la Dehesa Boyal de propios quedó en término de Brozas, a cuyo ayuntamiento siguió perteneciendo el arbolado o monte.
En el siglo XVIII el partido de Brozas vuelve a incluirse en el partido de Alcántara, formando también Navas del Madroño parte del mismo.
En 1790 el presbítero don Francisco Sánchez dejó una casa para recoger pobres mendigos, con otra casilla contigua para que de su arriendo se reparase aquella. También había una obra pía, fundada por Alonso Anega e Isabel Rodríguez su mujer, con una dotación cuya renta se invertía en limosnas a pobres viudas y huérfanas. Las capellanías servideras, sin residencia forzosa, eran siete.
En 1791, según el Interrogatorio de la Real Audiencia de Extremadura respondido por los alcaldes ordinarios, los regidores, los diputados de abastos y el procurador síndico general y personero, ante don Joseph Antonio Palazio, Alcalde del Crimen (concordante con el respondido por el cura propio de la única iglesia parroquial de la villa), «este pueblo es de la Orden de Alcántara y por ello pertenece a Su Majestad como su Gran Maestre, no es de behetría; que la elección de los ofizios de justizia y ayuntamiento se executa por mitad entre los del estado noble y la otra por el general, como se previene en el capítulo definitorio de dicha Orden y Reales Provisiones que le están comunicadas». Ese año el único mesón existente era el propio de la cofradía de las Ánimas Benditas. La dotación y emolumentos de la parroquia consistía en tres hornos de pan cocer, en el diezmo de teja y ladrillo de uno que tiene de esta clase, en varios censos, dos posesiones de tierra y en el derecho de sepulturas, y todo, sin deducir gastos anexos, llegaba anualmente a 3242 reales; la provisión de párroco tocaba al Real Consejo de Órdenes.e 

### Edad Contemporánea
A la caída del Antiguo Régimen la localidad se constituye en municipio constitucional en la región de Extremadura, partido judicial de Garrovillas que en el censo de 1842 contaba con 760 hogares y 4161 vecinos.
Entre diciembre de 1937 y enero de 1938, en plena guerra civil española, fueron ejecutados por el bando sublevado tras ser condenados a muerte en consejos de guerra sumarísimos 63 vecinos de Navas del Madroño acusados de participar en un inexistente complot para apoderarse de la ciudad de Cáceres y que estaría dirigido por el guerrillero comunista Máximo Calvo. Así describió un testigo el traslado de los detenidos a Cáceres donde serían juzgados y fusilados:

Uno tras otro fueron encerrados en el Ayuntamiento -improvisada mazmorra-; nueve parejas de hermanos, varios padres e hijos, sobrinos y tíos. Pasados unos días dispusieron una larga fila de camiones para el traslado. Todo estaba preparado para la partida, mas algún falangista recordó que, herido con dos costillas rotas, yacía en la cama Antonio Garay, ferviente socialista. No lo pensaron más, fueron por él y, después de envolverlo en una manta, lo arrojaron a uno de los camiones. Alguien con camisa azul dio la señal de partida, los camiones empezaron a rugir. Un joven, frente a los a los prisioneros, disparó su brazo izquierdo con el puño cerrado y rompió el tenso silencio con un grito desgarrador, fue su sentencia. Segundos después, también él se hallaba caminando hacia la muerte.

## Demografía
Navas del Madroño cuenta con una población de 1259 habitantes (INE 2024).
| Gráfica de evolución demográfica de Navas del Madroño entre 1842 y 2021                                             |
| |
| Población de derecho según los censos de población del INE Población de hecho según los censos de población del INE |

En 1600 había 60 vecinos (un vecino equivalía a una familia completa, con un número variable de miembros) y en 1736, 735. En 1787, según el Censo de Floridablanca, el municipio contaba con 2182 habitantes, de los cuales 1118 eran hombres y 1064 mujeres. En 1791, según el Interrogatorio citado, «esta villa tiene seiszientos veinte y cinco vezinos, los treszientos noventa y ocho labradores, ciento y zinquenta brazeros o jornaleros, un zirujano, tres sangradores, un boticario, seis herreros, ocho carpinteros, cinco sastres, ocho tejedores de lienzo y paño, dos zapateros, seis albañiles, un tintorero, un cardador, tres molineros, veinte y quatro pastores, seis baqueros, un albardero y un porquero. Y las diversiones más comunes son la del bayle, juegos de bolos y de barra». El cura habla de seiscientos cuarenta y cinco vecinos, añadiendo cuatro o cinco carreteros y dos mariscales, y especificando tres tejedores de lienzo, cuatro de lienzo y paño y uno solo de paño. En 1850 había 760 vecinos.

## Administración y política
| Partidos políticos en el Ayuntamiento de Navas del Madroño (2019-2023) |            |
| Partido político                                                       | Concejales |
| Partido Socialista Obrero Español (PSOE)                               | 7          |
| Partido Popular-Extremadura Unida (PP-EU)                              | 2          |

## Economía

### Pasado
Desde la independencia municipal había un pósito con fondo fijo de 4500 fanegas de cereales y se reintegraba todos los años. En 1737 se construyó el primer molino de aceite y en 1790 había ya dos más y otro en construcción.
En 1790 el Interrogatorio ante citado estimó la cosecha en cosa de 7200 fanegas de trigo, 6800 de centeno, 5900 de cebada, 300 de garbanzos, 1100 arrobas de higos pasados, 680 de zumaque, 500 de aceite, 100 de vino, 59 de lana negra y 12 de miel. La fanega de garbanzos tenía precio corriente de 90 reales, la de trigo 24, la de centeno 14, la de cebada 13, la arroba de miel 130, la de lana 88, la de aceite 70, la de vino 32, la de higos 9 y la de zumaque 5. Había dos charcas que movían dos molinos harineros y una máquina para serrar madera. En la fecha citada había sólo cinco posesiones (del conde de Canilleros, del conde de la Encina, del vizconde de Peñaparda, de Juan Lizaur y de Diego de la Plata, regidor perpetuo de Cáceres) cercadas para plantío de olivos e higueras, consiguientes a las Reales Órdenes; en ellas estaban las únicas cinco casas de campo del término. Tanto los civiles como el religioso manifestaban el deseo de los vecinos de obtener permiso real para cercar nuevas tierras. Las dehesas de propios eran comunes en pastos y labores con las de Brozas, Alcántara, Mata y Villa del Rey. El número de cabezas de ovejas ascendía a 12 200, el de vacas a 1150, el de cabras a 600, el de puercos a 1100 y el de yeguas a 10. Las yuntas llegaban a 516. La miel se sacaba de tres colmenares o muros y de varios asientos de corchos; la cera se vendía en rama a vecinos de Ceclavín.
En el siglo XIX, según Pascual Madoz, el municipio contaba con seis lagares de aceite, seis telares de lienzo y paño, cinco molinos harineros de rivera, tres fábricas de jabón blanco, tres tejares y dos tahonas de zumaque (estas dos eran significativas, porque en toda Extremadura había sólo tres). Hasta mediados del siglo XX abundaban los canteros y picapedreros, así como los carreteros. Había una alta ocupación femenina en trabajos de hilado y teñido.

### Presente
A lo largo del siglo XX la población vive principalmente de la agricultura (cereales y olivar en secano más algunas huertas con pozos) y de la ganadería (vacas y ovejas). En la primera década del siglo XIX está incrementándose la ocupación en el sector servicios, dada la proximidad a la capital. El paro registrado en 2010 es de 73 personas.

## Transportes
Carreteras
Por Navas del Madroño pasan o se inician las siguientes carreteras:
| Nombre | Lugar de entrada                | Lugares a los que va |
| ------ | ------------------------------- | --- |
| EX-207 | Pasa por el suroeste del pueblo | Sur: Arroyo de la Luz y Malpartida de Cáceres Oeste: Brozas, Alcántara y Portugal                                                |
| EX-302 | Pasa por el norte del pueblo    | Noreste: Garrovillas de Alconétar Oeste: Brozas y Herreruela (entre Navas del Madroño y Brozas comparte recorrido con la EX-207) |

## Servicios públicos

### Educación
En 1791 sólo había «en esta villa una esquela de niños y niñas de primeras letras y un estudio de gramática, cuios maestros no tienen salario ni dotazión alguna y solo son pagados por los padres de los niños, y hay nezesidad de proporcionar dotazión o salario particularmente para el maestro de grammática, lo que se está suplicando en el Supremo Consejo de Castilla». El 29 de abril de 1930 se inauguró el grupo escolar construido por el ayuntamiento con un préstamo del Instituto Nacional de Previsión y de la Caja de Ahorros Extremeña. Hoy en día sigue existiendo, denominándose colegio público Nuestra Señora de la O.

### Sanidad
Pertenece al área de salud de Cáceres y dentro del área es sede de una zona de salud que abarca los municipios de Navas del Madroño, Garrovillas de Alconétar y Brozas. Cuenta con un centro de salud con punto de atención continuada en la calle Isabel Herrero. La única farmacia del municipio coordina sus turnos de guardia con las farmacias de Arroyo de la Luz.

### Telefonía
El 4 de enero de 1936 se inauguró el centro telefónico, al cual se acudía para realizar o recibir llamadas telefónicas. La persona que iba a recibir la llamada era avisada con antelación de la hora en que se establecería la comunicación. Para ello, la telefonista hacía llegar el aviso en papel con el nombre de quien iba a efectuar la llamada y la hora concreta.

## Instalaciones culturales

### Cine
En octubre de 1950 abrió sus puertas el cine Español, regentado por Tomás Macías. Contaba con un aforo de 240 localidades y abría un día a la semana. Estaba situado en la planta superior del bar Chumi.
También existió un cine de verano durante un breve periodo de tiempo y que estaba situado frente al paseo Alto.

## Patrimonio

### Arquitectura

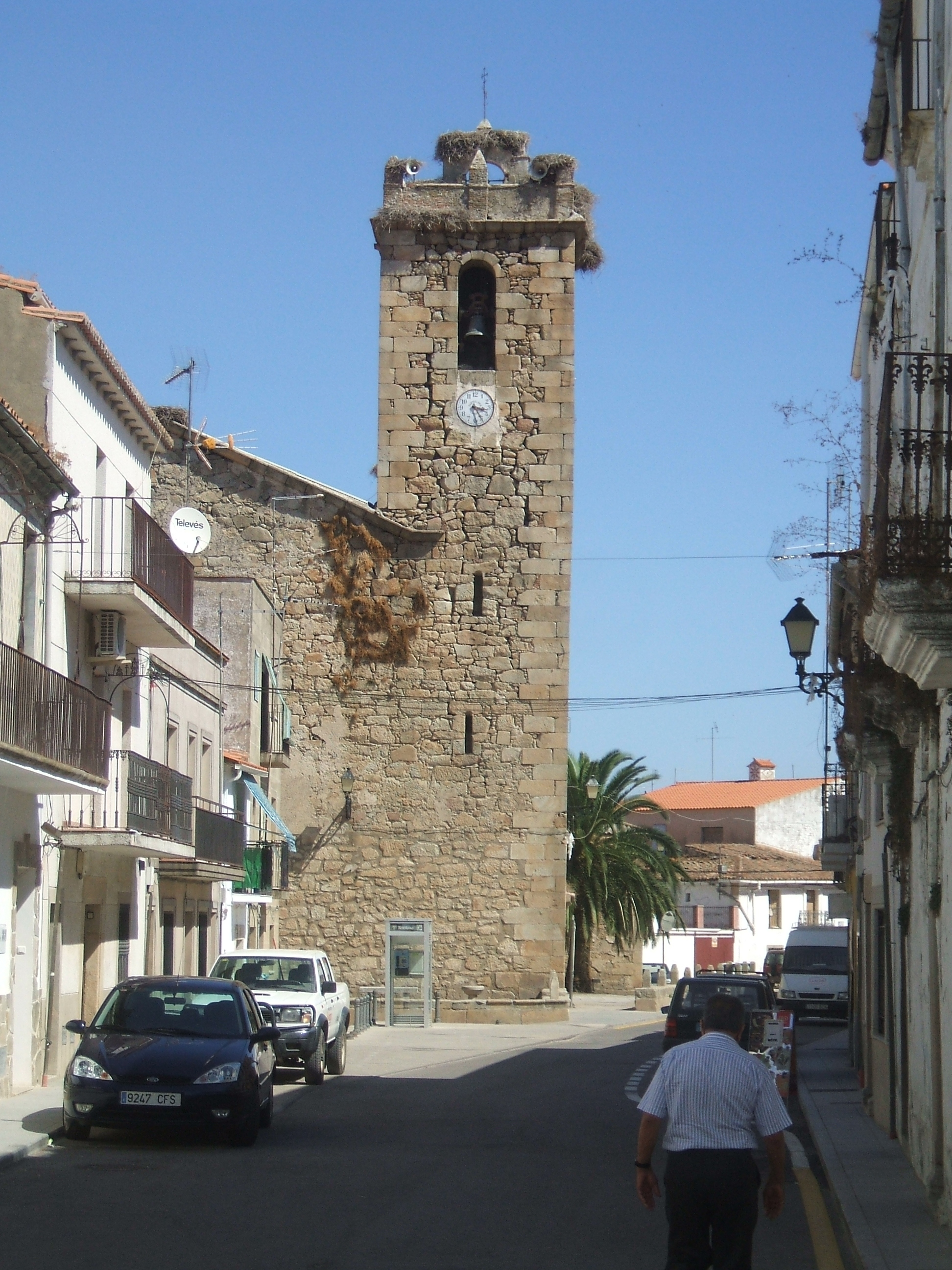
Torre de la iglesia de Navas del Madroño.

Entre su arquitectura sobresale el edificio del templo parroquial de Nuestra Señora de la O, construido, o más bien reconstruido, en 1737-1740 por Alonso González y Teodosio Magallanes. Es un edificio barroco con elementos tardorrenacentistas que sustituye al templo original que daba servicio a las ventas y que había sido elevado a parroquia en 1600. 
Resalta asimismo el edificio del Ayuntamiento, con arcada y fachada clasicistas. El edificio del Cuartel Viejo presenta un ejemplo de fachada barroca. 
Una característica de su arquitectura popular es el dintel en piedra corrido, que sube por la fachada hasta la base del balcón.
También se ven algunas viviendas blasonadas, con escudos emparentados con linajes de Brozas. En la calle Santa María, situado como umbral de una puerta, apareció un escudo del gremio de canteros, hoy desaparecido.
En la arquitectura campesina destacan los «bohíos», de origen prerromano con aportaciones árabes; construidos con piedra, seca o unida por argamasa de cal, su planta es circular y su techo, semiesférico.
También cabe destacar a unos siete kilómetros del casco urbano, en la sierra del Santo, la ermita de «Santo Domingo de Guzmán», patrón de la localidad, construida en el siglo XVI, con mampostería y sillarejo.  Consta de una sola nave, con bóveda de medio cañón, arco triunfal apuntado y presbiterio cuadrado con bóveda de aristas. A los pies, el pórtico de entrada tiene tres arcos sobre dos machones o pilares y una espadaña sencilla.

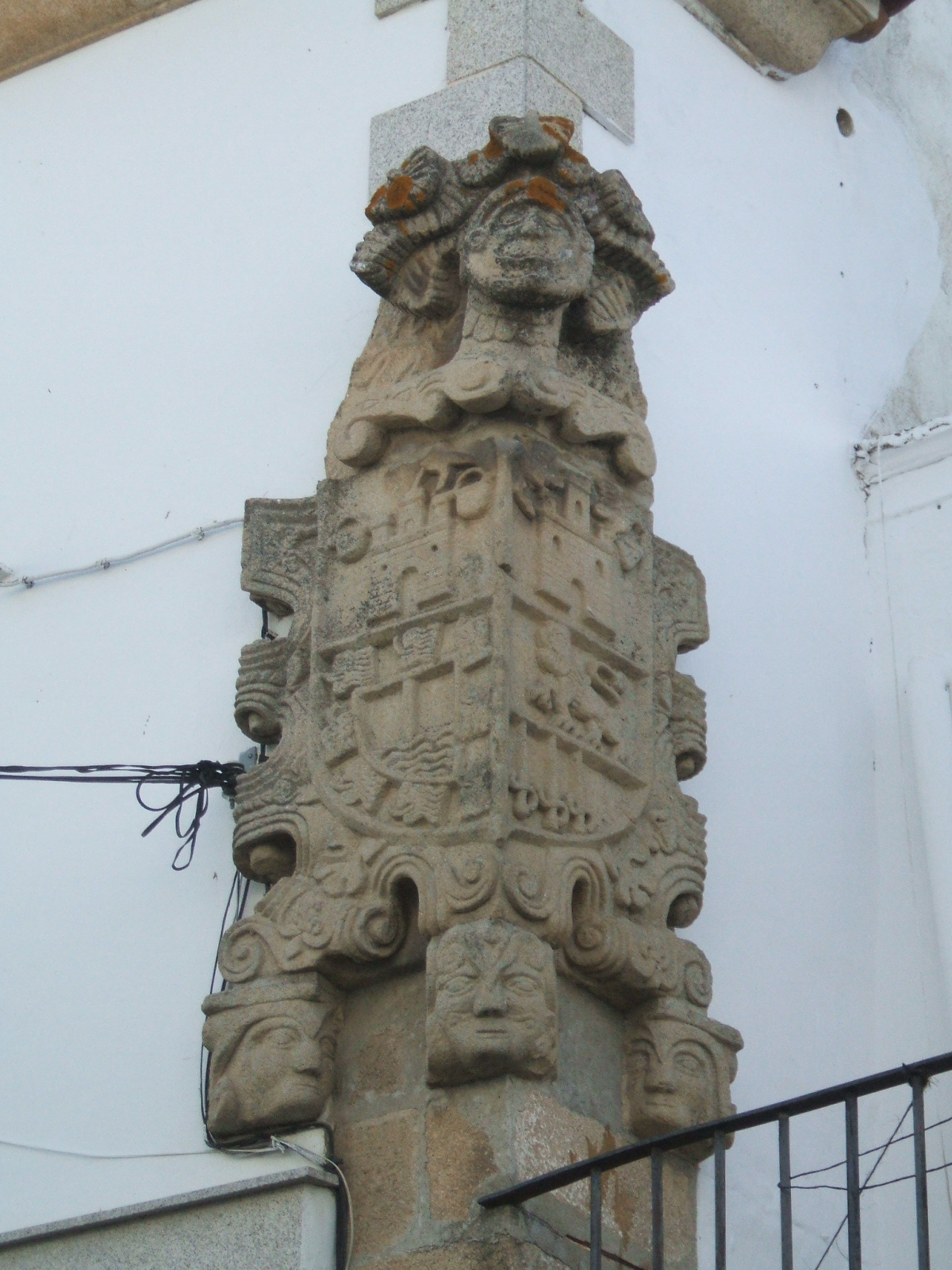

### Escultura
Una imagen de Cristo yacente debida a Martínez Montañés fue destruida por un incendio en el año 1965.
Preside el altar mayor una imagen patronal de la Santísima Virgen Nuestra Señora de la O, que es una de las pocas vírgenes que se representa embarazada, pudiéndose ver al Niño en su vientre a través de una ventana ovalada.

### Orfebrería
La custodia parroquial se elaboró en 1765 por el platero Antonio de Lara.

### Artes menores
Hay información documentada del ingreso en el templo parroquial de obras del lencero Antonio de Aedo Negrete (en 1737), de los casulleros Juan Martínez (1737), Julián Corralero (1750) y su mujer Manuela de Aguirre (1765), del latonero Gaspar Cornejo (1737), del maestro librero Domingo López del Barrio (1737), del platero Juan Martínez Caro (1737), de los campaneros Juan Antonio del Valle (1753) y Fernando Venero (1785), del maestro carpintero Francisco Moreno Rosado, natural de la localidad, (1761) y del sedero Juan Manuel de Baños (1785).
En la iglesia se conserva un armonio del siglo XIX.

## Patrimonio cultural inmaterial

### Festividades
La fiesta de los Carnavales, en febrero, tiene gran tradición. 
La Romería del Santo, en la ermita del Patrón, se realiza el Domingo de Resurrección. Antes del siglo XX esta romería no se celebraba pero la ermita tenía rentas de la huerta y tierras inmediatas. 
La Feria de Ganados se celebra el 10, 11 y 12 de mayo. Tuvo lugar por primera vez en 1840.
Los Toros se festejan alrededor del 15 de agosto. Suelen celebrarse de mañana encierros por las calles y por la tarde se lidian en la plaza del pueblo toros al estilo tradicional. Hasta principios del siglo XX los festejos se realizaban en un coso específico situado en el Egido de la Luz, del que se conserva la estructura circular dedicada hoy a tinados. 
La Jira tiene lugar el 2 de noviembre; después de acudir al cementerio, la gente sale al campo para comer en grupos festivos.

### Tradiciones
Según Domínguez Moreno, en la etnomedicina de Navas, para las infecciones dolorosas del útero se consideraba bueno echar orina de buey en un recipiente y calentarla para que la afectada tomara vapores de asiento y para los cólicos nefríticos preferían la decocción de cebada o una simple papilla de harina de este mismo cereal.
Siguiendo al mismo etnólogo, aún a principios del siglo XX existía la costumbre de que, tras producirse la muerte de una persona, se vaciaban todos los recipientes de agua que había en la casa, ya que existía la creencia de que el alma, al separarse del cuerpo, buscaba un lugar para purificarse y, lógicamente, lo hacía en el agua que tuviera más cerca. El líquido se derramaba, según decían en el pueblo, para que nadie lo utilizara y cargara con las culpas del difunto. Esta creencia de Navas del Madroño, que fue general en toda la zona y que nació en épocas remotas, nos habla de la necesidad de la lustración, de la limpieza del alma en el momento de la muerte.[cita requerida]

### Gastronomía

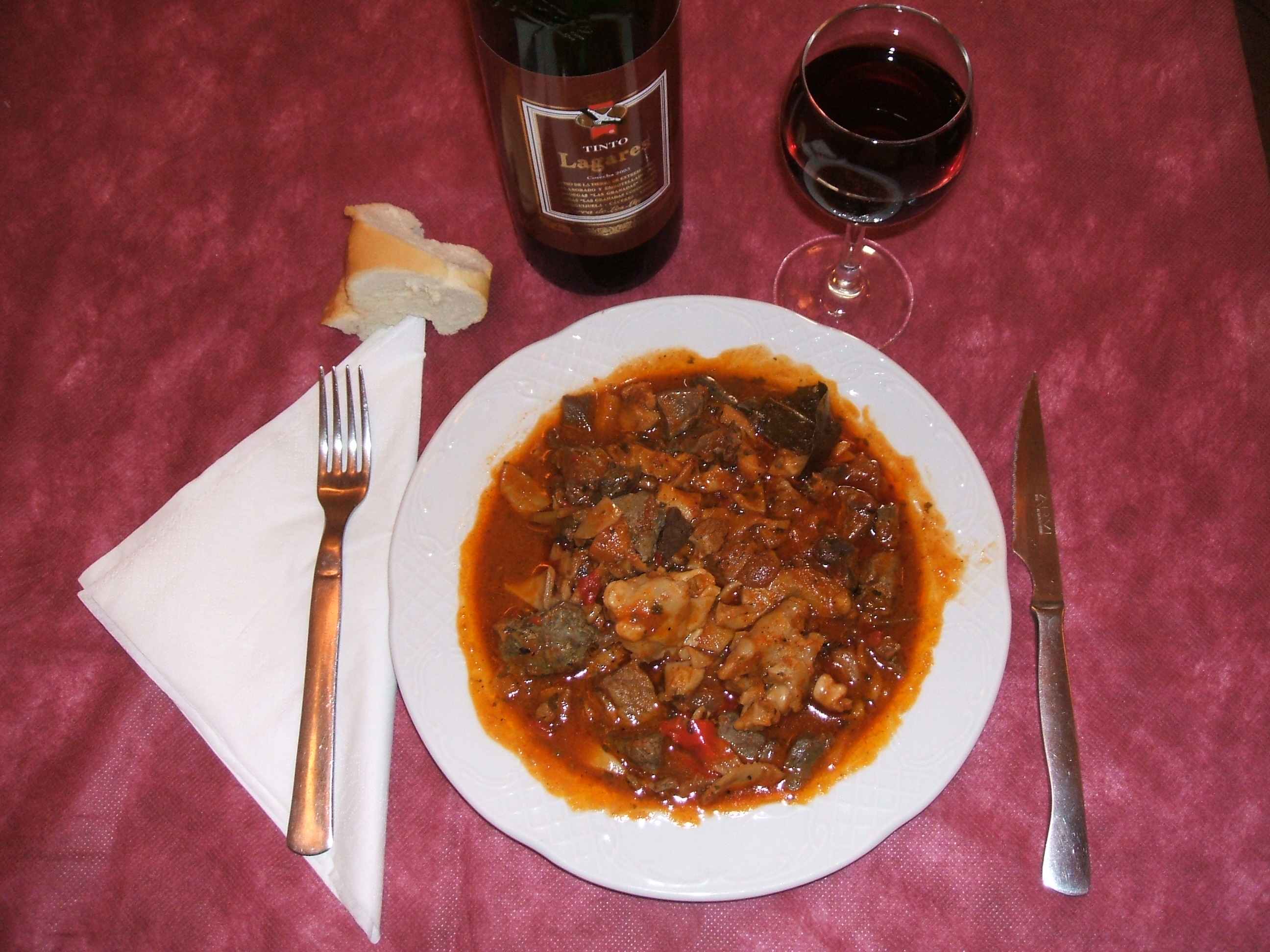
Plato de chanfaina.

Platos típicos son la tortilla de criadillas, el arroz de boda, la berza con buche, las tencas fritas, la chanfaina, el frite de burranco y, entre los postres, las floretas.